# Mavka

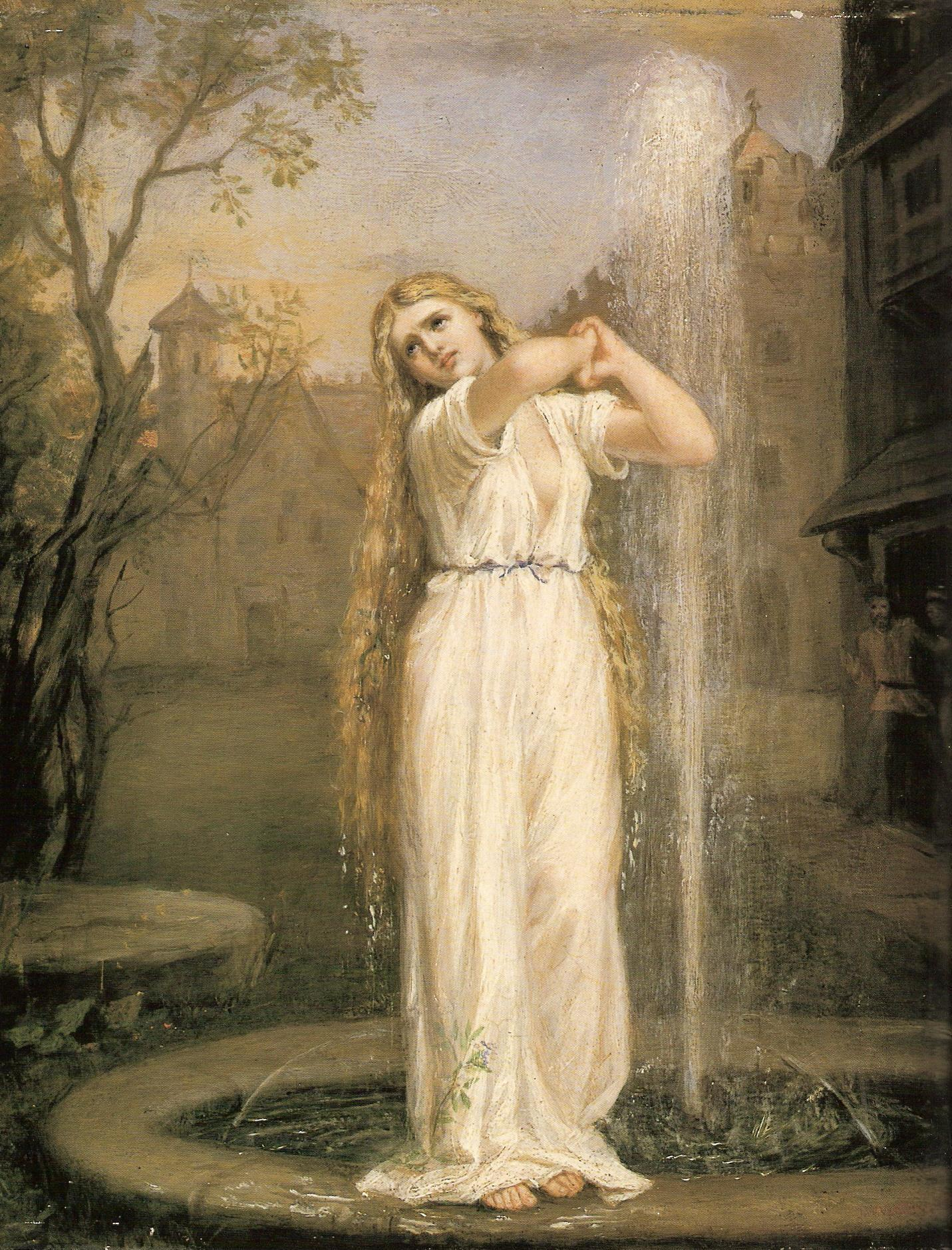
Imatge d'una Mavka, pintura feta per John William Waterhouse.

Mavka (ucraïnès: Мавка, alternativament На́вка, Ня́вка, Mavka / Navki, polonès "Nawie", búlgar Нави Navi, o simplement "Нав / Nav" en altres llengües eslaves) és una varietat de rusalka, que té els cabells molt llargs i rossos. No tenen cos, no es reflecteixen a l'aigua, i no posseeixen ombra. El nom Mavka deriva de Nav’ (Navka) que significa "la reencarnació de la mort"
A Galítsia diuen que les mavkes viuen als Carpats. Simbolitzen les ànimes dels nens que han nascut morts o que han mort sense ser batejats. De vegades prenen forma de noies guapes i joves, canten i convencen els homes per anar al bosc, on els fan pessigolles fins a la mort, o simplement els tallen el cap.
Diuen que si les esquitxen amb aigua beneïda, les mavkes es transformen en àngels, i per agrair el seu salvador, elles fan molts favors.
Abans, als pobles ucraïnesos, la gent sempre anava al bosc portant alguna branca d'artemísia, per si se'ls apareixia una mavka. En aquest cas, la gent optava per llançar-li l'herba remeiera i dir: «На тобі, мавко, полинь, а мене покинь» (que traduït literalment significa «per a tu l'artemísia, mavka, i a mi deixa'm estar»).